# William Sanday

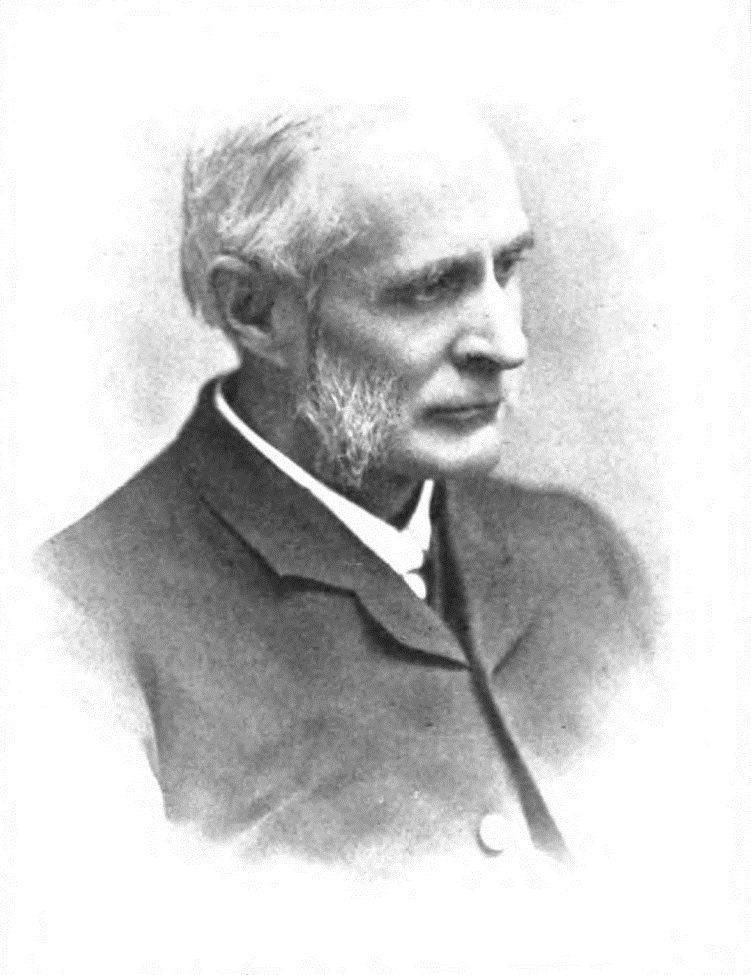
William Sanday.

William Sanday, född den 1 augusti 1843 i Holme Pierrepont, Nottinghamshire, död den 16 september 1920 i Oxford, var en engelsk teolog.
Sanday blev professor i exegetik vid Oxfords universitet 1883 och i teologi 1891 samt tog avsked 1919. Sanday var en framstående bibelkritisk forskare av moderat läggning. Bland hans skrifter märks The gospels in the second century (1876), Outlines of the life of Christ (1905), Christologies, ancient and modern (1910) och Personality in Christ and in ourselves (1911).